# マイク・オット
マイク・リゴベルト・ゲリト・オット（Mike Rigoberto Gelito Ott、1995年3月2日 - ）は、ドイツとフィリピンのサッカー選手。フィリピン代表。ポジションはMF。

## クラブ歴
ドイツのバイエルン州ミュンヘンに生まれ、SVイルミュンスター、FSVプファッフェンホーフェン、TSV1860ミュンヘンの下部組織に在籍した。2012年11月17日に1.FCアイントラハト・バンベルク戦でTSV1860ミュンヘンIIで初出場を果たしたが、このホームゲームは0-2で敗北した。1860ミュンヘンIIでは25試合に出場し12得点の結果を残した。
2014年4月には3年契約で1.FCニュルンベルクIIに移籍した。
2017年1月25日、タイのアーントーンFCに移籍した。
2018年、セレス・ネグロスFCに移籍した。

## 代表歴
2013年6月にドイツ人監督のミヒャエル・ヴァイスから香港代表との親善試合に挑むメンバーに招集されたが出場はならなかった。2016年9月末に米国人監督のトーマス・ドゥーリーから2016 AFFスズキカップの予行として行われるバーレーン代表、朝鮮民主主義人民共和国代表との親善試合に挑むメンバーに招集された。バーレーン代表戦のハーフタイムにケヴィン・イングレッソとの交代で代表初出場、出場5分にして代表初得点を記録したものの、3-1で敗れた。

## 個人
父親はドイツ人で母親がボラカイ島のマライ出身のフィリピン人である。兄のマヌエル・オット、弟のマルコ・オットもサッカー選手である。

## 個人成績
代表での得点一覧
| #  | 日附           | 場所                                                         | 対戦相手   | 得点 | 結果 | 大会                    |
| -- | -------------- | ------------------------------------------------------------ | ---------- | ---- | ---- | ----------------------- |
| 1. | 2016年10月6日  | マニラ・リサール・メモリアル・スタジアム                     | バーレーン | 1–2  | 1–3  | 親善試合                |
| 2. | 2017年10月10日 | アル＝ワクラ・サウード・ビン・アブドッラフマーン・スタジアム | イエメン   | 1–1  | 1–1  | AFCアジアカップ2019予選 |